# ایورکا (شهرستان وینه‌بگو، ویسکانسین)
ایورکا (به انگلیسی: Eureka) یک منطقهٔ مسکونی در ایالات متحده آمریکا است که در شهرستان وینه‌بگو، ویسکانسین واقع شده‌است. ایورکا ۲۲۰ نفر جمعیت دارد و ۲۲۶٫۴۷ متر بالاتر از سطح دریا واقع شده‌است.